# Potentilla cottamii
Potentilla cottamii är en rosväxtart som beskrevs av Noel Herman Holmgren. Potentilla cottamii ingår i Fingerörtssläktet som ingår i familjen rosväxter. Inga underarter finns listade i Catalogue of Life.